# Freie Universität (métro de Berlin)
Thielplatz
Freie Universität (Thielplatz) est une station du métro de Berlin desservie par la ligne 3. Elle est située en zone B à Berlin-Dahlem dans le sud de la ville. La station à ciel ouvert est classée aux monuments historiques de Berlin. 
Elle est située à proximité de l'Université libre de Berlin qui lui a donné son nom. De sa mise en service en 1913 à son renommage le 11 décembre 2016, la station était seulement connue sous le nom de Thielplatz.